# Thelia lescurii
Thelia lescurii là một loài Rêu trong họ Theliaceae. Loài này được Sull. miêu tả khoa học đầu tiên năm 1856.